# Højtid
Højtid er et begreb, der dækker over en ganske særlig dag, eller dage, hvor der er en religiøs tradition for at feste, og/eller fejre noget særligt.

## Eksempler på højtider
- Påske
- Pinse
- Sankthans
- Jul
- Nytår

| Festival | Spire Denne artikel om festivaler og mærkedage er en spire som bør udbygges. Du er velkommen til at hjælpe Wikipedia ved at udvide den. |